# 馬信德
马信德，字云骥，山东东阿人。清朝武官。
同治二年（1863年）癸亥恩科武进士，授侍衛處三等侍衛，選御前侍卫，因功加授游击衔，署山东沂州营都司，后实授安东营都司。官至兖州右营都司。